# Supercoppa italiana 2014 (pallacanestro maschile)
La Supercoppa italiana 2014, denominata per ragioni di sponsorizzazione Beko Supercoppa 2014, fu la 20ª supercoppa italiana di pallacanestro maschile.
La competizione tornò dopo 13 anni alla formula della final four.
Si tenne il 4 e 5 ottobre 2014 presso il Palasport Roberta Serradimigni di Sassari tra le seguenti quattro formazioni:
- Olimpia Milano, campione d'Italia 2013-14
- Dinamo Sassari, detentore della Coppa Italia 2014
- Virtus Roma, 4ª classificata in Serie A 2013-14
- N.B. Brindisi, 5ª classificata in stagione regolare di Serie A 2013-14

In origine un posto era assegnato alla Mens Sana Siena come finalista sconfitta di Coppa Italia e come vicecampione d'Italia, ma il fallimento societario della stagione precedente portò alla sua esclusione.

## Tabellone
|  | Semifinali | Semifinali     | Semifinali |                |    | Finale         | Finale | Finale |  |
|  |            |                |            |                |    |                |        |        |  |
|  |            | Olimpia Milano | 71         |                |    |                |        |        |  |
|  |            | Olimpia Milano | 71         |                |    |                |        |        |  |
|  | 5          | N.B. Brindisi  | 59         |                |    |                |        |        |  |
|  | 5          | N.B. Brindisi  | 59         |                |    | Olimpia Milano | 88     |        |  |
|  |            |                |            |                |    | Olimpia Milano | 88     |        |  |
|  |            |                |            | Dinamo Sassari | 96 |                |        |        |  |
|  |            | Dinamo Sassari | 89         | Dinamo Sassari | 96 |                |        |        |  |
|  |            |                |            |                |    |                |        |        |  |
|  | 4          | Virtus Roma    | 73         |                |    |                |        |        |  |

## Semifinali
| Arbitri: | Lanzarini (Bologna) Mazzoni (Grosseto) Bartoli (Trieste) |

|                    |          |                  |
| Kleiza 17          | Punti    | 15 Denmon        |
| Hackett, Ragland 5 | Assist   | 2 Denmon, Harper |
| Gentile 8          | Rimbalzi | 16 Mays          |

| Arbitri: | Mattioli (Pesaro) Bettini (Bologna) Weidmann (Roma) |

|                  |          |                        |
| Brooks, Dyson 13 | Punti    | 23 Triche              |
| Logan, Sosa 5    | Assist   | 3 Ejim, Gibson, Triche |
| Lawal 8          | Rimbalzi | 13 Ejim                |

## Finale
| Sassari 5 ottobre 2014, ore 20:15 UTC+2 | Olimpia Milano | 88 – 96 (14-29, 40-50, 68-72) referto | Dinamo Sassari | PalaSerradimigni |
| \| \| \| \| \| Brooks 26 \| Punti \| 25 Dyson \| \| Gentile 5 \| Assist \| 6 Logan \| \| Brooks 8 \| Rimbalzi \| 11 Brooks \| \| Luca Banchi \| Allenatori \| Romeo Sacchetti \| |                |                                       |                |                  |
| |                |                                       |                |                  |
| Brooks 26 | Punti          | 25 Dyson                              |                |                  |
| Gentile 5 | Assist         | 6 Logan                               |                |                  |
| Brooks 8 | Rimbalzi       | 11 Brooks                             |                |                  |
| Luca Banchi | Allenatori     | Romeo Sacchetti                       |                |                  |